# Bătălia de la Sedan (1940)
Bătălia de la Sedan (numită pentru a o diferenția de bătălia din 1870 din timpul războiului franco-prusac A două bătălie de la Sedan (12–15 mai 1940) a fost o bătălie din timpul celei de-a doua conflagrații mondiale care a avut loc în timpul Campaniei din Franța. Bătălia a fost parte a așa-numitului „Plan Manstein” al Wehrmachtului (cunoscut cu numele de cod Fall Gelb (Planul Galben)). Acest plan operațional prevedea o ofensivă prin zona muntoasă puternic împădurită a Ardenilor pentru încercuirea forțelor aliaților din Belgia și nord-estul Franței. Grupul de Armate al Germaniei a traversat râul Meuse pentru cucerirea Sedanului și croirea unui drum spre nord-vest spre Canalul Mânecii, pentru prinderea în încercuire a forțelor aliate care înaintau spre răsărit în Belgia, conform strategiei franceze cunoscute ca „Planul Dyle”.
Sedan era situat pe malul râului Meuse. Cucerirea lui le-ar fi oferit germanilor controlul asupra unei baze pentru capturarea podurilor de peste Meuse și traversarea unor importante forțe mecanizate. Dacă ar fi reușit să cucerească Sedanul și podurile din regiune, diviziile germane ar fi putut înainta în regiunea interioară deschisă și slab apărată a Franței, de la Sedan până la Canalul Mânecii. Pe 12 mai, Sedanul a fost cucerit fără ca germanii să întâmpine o rezistență notabilă. În zilele care au urmat, germanii au înfrânt defensiva franceză din zona înconjurătoare de pe malul de vest al Meusei. Succesul a fost asigurat în special de atacurile Luftwaffe. Combinația dintre bombardamentele germane și moralul scăzut al trupelor franceze a făcut ca apărarea să se prăbușească, francezii nefiind capabili să organizeze o defensivă coerentă. Germanii au cucerit podurile de peste Meuse, ceea ce le-a permis să transporte cantități mari de provizii și să mute efective importante spre linia frontului. Pe 14 mai, aviația aliată (Royal Air Force și Armée de l'Air) a încercat fără succes să distrugă podurile și să oprească fluxul de oameni și materiale. Luftwaffe a împiedicat orice tentativă aliată de distrugere a podurilor, iar în timpul unor bătălii aeriene vaste, aliații au suferit pierderi grele, care au redus foarte mult capacitatea de atac a bombardierelor aliate.
Traversarea râului Meuse le-a permis germanilor să pătrundă în zona interioară a Franței, zonă în care nu fusese organizată nicio structură defensivă, și să înainteze spre Canalul Mânecii fără să întâlnească o rezistență notabilă. Tentativele de lansare a unor contraatacuri de către francezi împotriva capetelor de pod germane din zilele de 15-17 mai au eșuat datorită necoordonării și confuziei. După cinci zile de la cucerirea podurilor, germanii au atins malurile Canalului Mânecii. Victoria de la Sedan a asigurat atingerea obiectivului operațional al Fall Gelb – încercuirea celor mai puternice armate aliate, inclusiv a Corpului Expediționar Britanic. Bătăliile care au urmat au distrus restul armatei terestre franceze și au alungat forțele britanice de pe continent, având ca rezultat capitularea Franței din iunie 1940.

## Cadru istoric

### Planul germanilor
Pe 10 mai 1940, Wehrmacht a invadat Luxemburgul, Țările de Jos și Belgia. Înaintarea germană în Țările de Jos a fost constantă, chiar dacă nu întotdeauna conform planului. Până pe 12 mai, elemente ale Grupului de Armată B se apropiau de orașele Rotterdam și Amsterdam, în vreme ce în Belgia centrală erau în apropierea pozițiilor defensive aliate de pe râul Dyle, la est de Bruxelles. Răspunzând invaziei, Grupul de Armată I aliat de sub comanda lui Gaston Billotte, având în componență Armatele I, a VII-a, a IX-a franceze și BEF, au înaintat spre râul Dyle, în conformitate cu planul omonim – o ofensivă menită să oprească înaintarea germană în Belgia. Ofensiva Grupului de Armată B german nu era decât o diversiune. Principala lovitură a Fall Gelb a fost dată de Grupul de Armate A prin Ardeni în Luxemburg și sudul Belgiei. Odată ce aceste regiuni slab apărate au fost cucerite, XIX. Panzerkorps de sub comanda lui Heinz Guderian trebuia să lovească la Sedan, pe râul Meuse. Cucerirea Sedanului urma să le permită germanilor înaintarea în interiorul teritoriului francez neapărat și mai departe, spre canalul Mânecii, în spatele forțelor mobile aliate aflate în Belgia. Germanii urmau să înfăptuiască o încercuire strategică de amploare.
Pentru această ofensivă, Înaltul Comandament German (OWK) (German High Command) i-a asigurat Grupului de Armată A cea mai puternică concentrare de forțe motorizate și blindate. Deși Grupului de Armată B îi fuseseră alocate 808 tancuri, peste un sfert dintre acestea erau tipuri ușoare – Panzer I și Panzer II. Tipurile grele de tancuri – Panzer III și Panzer IV – au fost repartizate Grupului de Armată A, care avea nevoie de cele mai bune mașini de luptă, pentru obținerea victoriei la Sedan. Grupul de Armată A a primit 1.753 de tip greu.

### Ardenii „impenetrabili”
După sfârșitul primei conflagrații mondiale, Statul Major francez a proclamat că planul unui atac viitor german prin sectorul Ardeni-Sedan este nerealizabil. Comandanții francezi considerau că terenul accidentat din regiune nu poate fi traversat de tancuri. Mareșalul Philippe Pétain a descris Ardenii ca fiind „impenetrabili”. Maurice Gamelin a descris această trăsătură geografică ca "Cel mai bun obstacol anti-tanc din Europa". „Bariera” râului Meuse și a Ardenilor părea francezilor să fie un obstacol natural foarte greu se străbătut sau de ocolit. Concluzia francezilor era că, în cel mai fericit caz, un asalt german prin Ardeni spre Sedan va atinge aliniamentul Meuse doar la două săptămâni de la declanșarea ofensivei, din care doar traversarea Ardenilor de către coloanele mecanizate urma să dureze între cinci și nouă zile.
Aprecierile strategilor francezi au fost contrazise de aplicația militară organizată în 1938. În acel an, generalul André-Gaston Prételat a condus manevrele care s-au desfășurat conform unui scenariu în care armata germană lansa un atac cu șapte divizii, din care patru de infanterie motorizate și două brigăzi de tancuri. Aplicația a demonstrat că apărarea franceză urma să cedeze. Rezultatul a fost o înfrângere de o așa natură, încât s-a pus problema dacă nu cumva publicarea raportului ar fi afectat moralul armatei. La sfârșitul lunii martie 1940, un raport destinat lui Gamelin numea pozițiile defensive de la Sedan, ultima poziție „fortificată” de pe Meuse care închidea poarta de acces către interiorul Franței, ca fiind „complet inadecvată”. Prételat a identificat în mod corect faptul că terenul accidentat nu era un obstacol de netrecut pentru blindate. Cel mult, a tras generalul concluzia, germanii ar fi acoperit distanța până la Meuse în 60 de ore, iar traversarea râului ar fi fost făcută într-o singură zi. Această estimare avea să se dovedească doar cu trei ore mai lungă decât cele 57 de ore de care au avut nevoie germanii pentru atingerea obiectivului strategic propus.
Armata franceză a aprobat măsuri pentru îmbunătățirea fortificațiilor în toamna anului 1939, dar condițiile meteo nefavorabile din acea iarnă au împiedicat transportul în zonă a tuturor materialelor necesare lucrărilor și turnarea betoanelor. Pe 11 aprilie 1940, generalul Charles Huntziger a cerut alocarea altor patru divizii care să lucreze la fortificații, dar a fost refuzat.

### Apărarea franceză de la Sedan

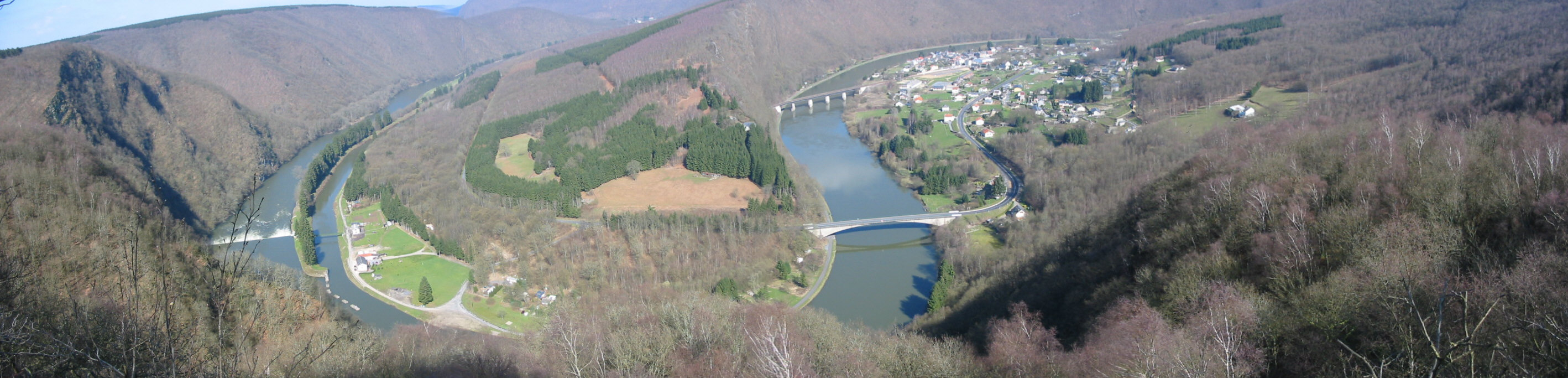
Vedere a râului Meuse în Ardenii francezi

Fortificațiile franceze de la Sedan erau slabe și întărirea lor a fost neglijată. Francezii au crezut pentru o lungă perioadă de timp că germanii nu vor ataca prin sectorul Sedan, iar pentru apărarea zonei a fost alocată doar Divizia a 55-a de infanterie comandată de generalul Pierre Lafontaine. Această divizie era considerată una de „seria B” (formată în principal din rezerviști și cu efectivele incomplete). Linia Maginot se termina la aproximativ 20 km est de Sedan la La Ferté, unde Fortul No. 505 era cea mai vestică poziție a marii construcții defensive. Sedanul era parte a Liniei Maginot extinsă, care se întindea spre nord în spatele râului Meuse. Între Sedan și La Ferté se afla breșa Stenay, o întindere de teren neprotejată de lucrări defensive sau obstacole naturale. Mai mulți generali francezi au insistat pentru întărirea acestui sector, fără să se ia în considerație și fortificarea Sedanului.
În timp ce francezii construiau fortificațiile, avioanele de recunoaștere ale Luftwaffe au urmărit continuu lucrările, serviciile de informații germane fiind ținute la curent cu stadiul operațiunilor. Pantele terasate ale malurilor râului Meuse, la care se adăugau ceea ce părea în fotografiile de recunoaștere drept un lanț formidabil de buncăre și linii defensive, l-au făcut pe feldmareșalul Gerd von Rundstedt, comandantul Grupului de Armată A, să pună la îndoială planul lui Guderian, care alesese Sedanul ca locul în care să se depună cel mai important efort militar. Pentru ca să se ia o decizie corectă cu privire la fortificațiile identificate, a fost convocată pentru analiză o echipă de specialiști care să evalueze fotografiile. Specialiștii au ajuns la concluzia că fortificațiile care păreau atât de puternice erau de fapt șantiere în lucru ale unor buncăre neterminate, fără nicio valoare din punct de vedere defensiv. Concluziile specialiștilor în fotografie au înclinat definitiv balanța în favoarea planului de atac conceput de Guderian.
Generalul Huntziger era convins că fortificațiile din beton îi vor asigura siguranță în zona Sedanului, de vreme ce el respingea din capul locului orice posibilitate de declanșare a atacului german prin Ardeni. Armata a II-a a construit fortificații turnând aproximativ 52.000 m3 de beton de-a lungul frontului, dar foarte puțin în sectorul Sedan. În septembrie 1939, la începutul războiului, existau doar 42 de buncăre care să protejeze capetele de pod de la Sedan. Până pe 10 mai au mai fost construite 61 de buncăre. Până la data declanșării atacului german, cele mai multe buncăre noi erau neterminate, nefiind montate tunurile din cazemate, iar unele dintre ele nu aveau încă montate ușile de acces, ceea ce le făcea vulnerabile la atacul infanteriei. La nord de Sedan, orașul  Glaire se afla în dreptul mai multor puncte de traversare a râului Meuse, aici aflându-se zona în care germanii aveau să dea atacul principal. Exista aici o breșă în sistemul defensiv de aproximativ 2 km, între buncărul 305 de la Glaire și buncărul 211 de lângă podul Pont Neuf. Această zonă neapărată permitea desfășurarea unui atac dinspre nord, forțele germane putând folosi un drum aflat în stare bună pentru deplasarea pe direcția Fleigneux–Saint-Menges–Glaire-Sedan.
Sistemul defensiv de la Sedan nu era întărit cu câmpuri minate corespunzătoare. Armata a II-a franceză trebuia să apere un front de 70 km și primise pentru plasarea pe teren doar 16.000 de mine. Dintre acestea, 7.000 de mine fuseseră încredințate diviziilor de cavalerie, care trebuiau să le monteze în calea înaintării germane prin sudul Belgiei. Pentru apărarea aliniamentului Meusei au rămas doar 2.000 de mine. Dintre acestea, Divizia de infanterie a 55-a a primit doar 422. Nici măcar toate acestea nu au fost plasate pe teren, iar unele dintre câmpurile minate au fost dezafectate sau mutate când s-a început construirea unor buncăre în zona Sedan.

### Atacul german
Armata germană a înaintat prin sudul Belgiei pe 12 mai, iar generalii Ewald von Kleist și Guderian au declanșat atacurile asupra punctelor stabilite în prealabil. Kleist era superiorul direct al lui Guderian, fiind la comanda Panzergruppe von Kleist, format din XLI Panzer Corps și XIX Panzer Corps (acesta din urmă sub comanda lui Guderian). Kleist dorea să declanșeze atacul principal la Flize, mai la vest de Sedan. Kleist considera că acest atac ar fi evitat o dublă traversare a Meusei (la Sedan) și canalul Ardennes (la vest de Sedan). Mai mult, atacul acesta ar fi fost dat la linia de joncțiune dintre Armatele a IX-a și a II-a franceze. Guderian și-a contrazis superiorul, demonstrând că atacul plănuit de Kleist avea să expună flancul trupelor în înaintare în raza de acțiune a artileriei fortăreței Charleville-Mézières, aflată la 25 km nord-vest de Sedan. Mutarea centrului de greutate mai la nord avea să disperseze concentrarea forțelor germane și să dea peste cap planurile făcute de unitățile tactice germane, care se antrenaseră de luni de zile pentru un atac la Sedan și o înaintare spre nord-vest. El se temea de asemenea că o perioadă de regrupare necesară trupelor pentru efectuarea unui atac concentrat la Sedan ar fi asigurat francezilor un răstimp de 24 de ore, suficient pentru aducerea de întăriri în zonă. Kleist a fost de acord cu argumentele lui Guderian, o întârziere de 24 de ore a atacului fiind de neacceptat.
Cu toate acestea, deși Kleist a acceptat ca principalul atac să fie dat la Sedan, nu la Flize, el a insistat ca marea concentrare ofensivă să fie făcută la vest de Canalul Ardennes. El și-a susținut punctul de vedere într-o scrisoare către Guderian de pe 18 aprilie, dar când a fost declanșată operațiunea propriuzisă, acesta din urmă a ignorat complet ordinele superiorului său. Guderian dorise să cucerească un cap de pod larg de 20 km la Sedan și să cucerească localitatea Stonne, aflată la sud, pe dealurile care înconjurau Sedanul.
Planul lui Guderian pentru ziua de 13 mai era simplu. Divizia a II-a Panzer din nord urma să formeze flancul drept al forței de asalt, cu punctul de plecare lângă Donchery. Divizia I Panzer, întărită cu Regimentul de infanteriei Großdeutschland, un batalion de geniști de asalt și artileria Diviziilor a II-a și a X-a trebuia să declanșeze atacul principal la nord de Sedan și să cucerească dealurile Marfee din flancul orașului. Divizia a X-a Panzer trebuia să traverseze Meuse la sud de Sedan și să apere flancul sudic al armatelor germane. De-a lungul întregii zile, numeroase efective și cantități mari de echipament au fost concentrate la nord de Meuse în vederea traversării.

## Forțele implicate în lupte

### Germanii
Forțele germane blindate au fost constituite din Divizia I Panzer, Divizia a II-a Panzer și Divizia a X-a Panzer. Divizia I de sub comanda generalului-maior Friedrich Kirchner era compusă din 52 de tancuri Panzer II, 98 Panzer III, 58 Panzer IV, 40 Panzer 35(t) și 8 SdKfz 265 Panzerbefehlswagen. Divizia a II-a de sub comanda generalului-locotenent Rudolf Veiel era compusă din 45 de tancuri Panzer I, 115 Panzer II, 59 Panzer III și 32 Panzer IV și 16 SdKfz 265. Divizia a X-a de sub comanda generalului-locotenent Ferdinand Schaal era compusă din 44 de tancuri Panzer I, 113 Panzer II, 58 Panzer III, 32 Panzer IV și 18 SdKfz 265. În total, Guderian avea controlul asupra 60.000 de oameni, 22.000 de vehicule, 771 de tancuri și 141 piese de artilerie. El putea de asemenea să conteze pe sprijinul a 1.470 de avioane.
Una dintre probleme lui Guderian era lipsa artileriei mobile. El nu dorea să își oprească înaintarea pentru ca să aștepte ca unitățile de artilerie să ocupe poziții noi pentru atacul împotriva Sedanului. În loc să se bazeze pe artilerie, Guderian a cerut creșterea la maxim a sprijinului din partea Luftwaffe. În primele câteva zile, aviația germană va fi folosită în special pentru sprijinirea Grupului de Armată B. Cel mai important sprijin aerian în luptele de la Sedan avea să fie asigurat de Luftflotte 3 (Flota aeriană 3). Dacă la începutul luptelor numărul de escadrile aeriene implicate în lupte a fost limitat, numărul avioanelor Luftwaffe a crescut foarte mult în timpul bătăliei de la Sedan. Luftwaffe a repartizat pentru sprijinul aerian al Grupului B I. Fliegerkorps (Corpul aerian I comandat de Ulrich Grauert), II. Fliegerkorps (comandat de Bruno Loerzer), V. Fliegerkorps (comandat de Robert Ritter von Greim) și VIII. Fliegerkorps (comandat de Wolfram Freiherr von Richthofen). Cea mai importantă unitate aeriană a fost VIII. Fliegerkorps, cunoscută și ca Nahkampf-Fliegerkorps (Corpurile aeriene de sprijin nemijlocit). Foarte important era Sturzkampfgeschwader 77 (Grupul de aviație de bombardiere în picaj 77), o unitate dotată cu bombardiere în picaj Junkers Ju 87 Stuka pentru atacul de precizie la sol. VIII. Fliegerkorps avea în dotare un total de 1.470 de avioane, din care 600 de bombardiere medii Heinkel He 111 și Junkers Ju 88 și bombardiere ușoare Dornier Do 17, 250 de bombardiere în picaj Ju 87, 500 de avioane de vânătoare Messerschmitt Bf 109 și 120 de avioane bimotor de vânătoare Messerschmitt Bf 110.

### Francezii
În sectoarele Longwy, Sedan și Namur erau amplasate Armatele I și a IX-a franceze, formate din divizii de rezerviști slab antrenați. Rezervele erau minime, iar unitățile franceze erau echipate cu arme depășite moral. Cele două divizii (55 și 71), care erau de categorie B, aveau să sufere greul atacului german. Aceste divizii de infanterie erau formate din rezerviști, nu erau încadrate cu ofițeri de carieră și nu aveau nicio experiență de luptă.
Divizia a 55-a de infanterie care apăra Sedanul avusese la dispoziție foarte puțin timp pentru instruirea de luptă, cea mai mare parte a timpului fiind folosit pentru lucrările de construcție ale fortificațiilor. Divizia era formată în principal din rezerviști, cei mai mulți de peste 30 de ani. Comandanții nu au întreprins măsuri deosebite pentru ridicarea capacității de luptă a diviziei. S-a mers până acolo încât locotenentul Delas din batalionul I al regimentului 147 a fost trimis în arest pentru că a ordonat trageri cu muniție reală pentru instruirea servanților tunurilor antitanc de 25 mm. Comandantul diviziei, generalul Lafontaine, considera că mai importante decât instruirea de luptă sunt fortificațiile care, în opinia sa, ar fi compensat slăbiciunile soldaților săi. Moralul militarilor din divizie era scăzut, acestora lipsindu-le atât încrederea în propriile forțe, cât și dorința de luptă.
Organizarea Diviziei a 55-a de infanterie era haotică. Cele mai multe unități fuseseră implicate în lucrările de construcție și au fost mutate constant în diferite poziții tactice. Dintre cele nouă companii aflate pe poziții de luptă pe 10 mai, doar câteva se aflau acolo de mai mult de două zile și nu se familiarizaseră încă cu locurile. Unul dintre regimentele cele mai bune, regimentul 213, a fost scos de pe poziții pentru ca să fie înlocuit de regimentul 331, format din rezerviști în vârstă și fără nicio experiență militară. Au fost cazuri în care regimentele de infanterie au fost formate din companii provenite din diferite batalioane, din diferite regimente. De exemplu, compania a 6-a din regimentul 295 de infanterie a fost format din militari provenind din companii provenind din trei regimente.
Asemenea acțiuni au dus la scăderea coeziunii unor unități militare, care fuseseră în momentul mobilizării suficient de puternice. Regimentul 147 de fortificație a fost coloana vertebrală a Regimentului 55 de infanterie și ocupa pozițiile fortificate în buncărele de pe Meuse. În momentul mobilizării, unitatea avea un moral ridicat și o foarte bună coeziune a trupei. Modificările constante la care a fost supus regimentul a făcut ca batalioanele sale să fie dezorganizate.
Pentru sprijinirea Diviziei a 55-a, în regiune a fost adusă Divizia a 71-a de rezervă. Prezența noii mari unități militare a dus la creșterea densității soldaților pe linia frontului. Pe 10 mai însă, mutarea Diviziei a 71-a nu se încheiase încă, planurile fiind făcute ca mutarea să fie încheiată pe 13 sau 14 mai. Deși cele două divizii aveau 174 de piese de artilerie, mai mult decât forțele oponente germane, acestea aveau să- e folosească în comun. Ambele divizii duceau lipsă de armament antitanc și antiaerian.

## Traversarea râului Meuse

### Cucerirea Sedanului
Principala problemă cu care se confrunta Guderian pentru cucerirea Sedanului a fost lipsa sprijinului de artilerie. Mai multe baterii de artilerie au fost blocate în traficul din Ardeni, iar germanii se puteau baza numai pe piesele de artilerie din dotarea Diviziilor de blindate. Generalul de aviație Hugo Sperrle, comandantul Luftflotte 3, plănuise o metodă clasică de bombardament de scurtă durată mai înainte de declanșarea asaltului forțelor terestre. După o serie de raiduri pregătitoare, bombardierele medii și în picaj trebuiau să zdrobească defensiva franceză într-un atac concentrat de maxim 20 de minute. Atacul aerian a fost programat pentru ora 16:00, mai înainte de forțarea de către infanteriști a cursului Meusei. În schimb, Bruno Loerzer, comandantul II. Fliegerkorps, a conceput un plan care să sprijine atacul forțelor terestre, conceptul raidului rulant. Ideea a unui singur atac masiv a fost abandonată, iar Loerzer a conceput o tactică a atacurilor continuu de-a lungul întregii zile a unor mici formații aeriene. Efectul ar fi fost triplu: artileria franceză ar fi fost scoasă din luptă, moralul soldaților inamici ar fi fost zdruncinat de raidurile continue, iar formațiunile aeriene mici ar fi avut rezultate mai bune în timpul atacurilor asupra buncărelor.
Fără ca Guderian să fie înștiințat, superiorul său direct, von Kleist, a blocat propunerile lui Loerzer și a hotărât executarea unui asalt aerian de mare amploare. Kleist a ignorat și reacțiile lui Guderian care a aflat în cele din urmă de schimbarea tacticii aeriene. În dimineața zilei următoare însă, hotărârea lui von Kleist a fost ignorată de Loerzer, care a continuat să pregătească raidurile rulante, așa cum fuseseră convenite cu Guderian. Pentru a-și justifica comportamentul, Loerzer avea să declare mai târziu că ordinul de anulare a raidurilor rulante emis de Hugo Sperrle i-a fost comunicat prea târziu pentru ca să mai poată face schimbările necesare.
În noaptea de 12 mai, XIX. Panzerkorps a intrat în Sedan. Tanchiștii l-au anunțat pe Guderian că nu au întâlnit semne ale prezenței inamicului în zonă. După cucerirea orașului, Guderian trebuia acum să atace spre sud, prin spatele Sedanului, într-o zonă apărată de complexul de buncăre de pe lanțul de dealuri Margee de-a lungul malurilor Meusei. Aici, generalul german avea de ales între trei variante. El putea să țină seama de necesitățile tactice și să asigure apărarea capetelor de pod împotriva unor posibile contraatacuri franceze, putea continua atacul spre vest spre Paris, sau putea să urmeze planul inițial al atacului spre Canalul Mânecii. Guderian a urmat sfatul șefului de operațiuni al Divizii I Panzer, Walther Wenck, „Lovește cu pumnul, nu pipăi cu degetele!” și a hotărât să atace spre Canalul Mânecii.

### Lipsa sprijinului de artilerie
În primele ore ale zilei de 13 mai, Divizia a X-a blindată s-a strecurat în pozițiile de la nord-est de Sedan, în amonte, gata să atace în punctul de traversare repartizat lângă orașul Wadelincourt. În aval, Divizia a II-a s-a mutat în punctul de traversare de la Donchery. Divizia I s-a pregătit să atace la capul de pod de la Gaulier, în centrul frontului tactic de la Sedan. Luftwaffe trebuia să depună maximul de efort în bucla pe care o făcea Meuse la nord de Sedan, între Gaulier și Wadelincourt. Pentru ca să suplimenteze atacul aerian, Guderian a retras cea mai mare parte a pieselor de artilerie ale diviziilor de sub comanda sa, artilerie pe care a concentrat-o mai apoi în fața orașului Gaulier. Pe de altă parte, regimentele de artilerie duceau lipsă de muniție. Sprijinirea atacului infanteriei de către artilerie prin bombardamente susținute era imposibilă. Luftwaffe trebuia să aibă rolul principal în sprijinirea atacului forțelor terestre. Guderian a raportat că avea la dispoziție doar 141 de piese de artilerie, față de cele 174 ale francezilor. La nord și sud de Sedan, Corpurile de armată franceze al X-lea și al XLI-lea (artileria de la fortăreața Charleville-Mézières) puteau de asemenea să sprijine cu focul de artilerie defensiva și puteau bombarda tancurile germane care ar fi încercat să traverseze podurile de peste Meuse. Raportul pieselor de artilerie era în final de 3:1 în favoarea francezilor. Artileria germană și-a făcut simțită prezența doar în după-amiaza atacului, dar cu efecte foarte limitate. Divizia a 2-a Panzer a fost obligată să atace fără sprijinul artileriei. Pentru aceste motive, Guderian și-a dat seama că rezultatul bătăliei avea să depindă în mod hotărâtor de sprijinul aerian al Luftwaffe, care trebuia să suplinească artileria.

### Asaltul Luftwaffe
Luftflotte 3 (comandată de Hugo Sperrle), sprijinită de Luftflotte 2 (comandată de Albert Kesselring), a executat cel mai intens bombardament din istoria războaielor de până atunci și cel mai intens executat vreodată de Luftwaffe. Luftwaffe a repartizat două Sturzkampfgeschwader (grupuri de bombardiere în picaj) pentru realizarea asaltului. Bombardierele în picaj au executat 300 de misiuni împotriva pozițiilor franceze. Din acest grup aerian, Sturzkampfgeschwader 77 a executat 201 misiuni individuale. În total, cele nouă Kampfgeschwader (regimente de bombardiere) care au participat la atac au executat 3.940 de misiuni.
Asaltul aerian ar fi trebuit să dureze conform planului de la 08:00 la 16:00, timp de opt ore. Loerzer și Richthofen au repartizat două unități Stuka pentru atac. Bombardierele în picaj Ju 87 ale lui Loerzer au executat aproximativ 180 de misiuni împotriva buncărelor de la Sedan, în vreme ce bombardierele lui Richthofen au executat doar 90 de misiuni. Cele nouă Kampfgruppen (grupuri de bombardiere) din cadrul II. Fliegerkorps comandate de Bruno Loerzer au executat 900 de misiuni față de cele 360 ale VIII. Fliegerkorps comandate de Wolfram Freiherr von Richthofen. Numărul total de misiuni executate de VIII. Fliegerkorps pe frontul de pe Meuse avea să fie de 910, aproape de două ori mai puțin decât cele 1.770 ale II. Fliegerkorps.
Țintele principale ale Luftwaffe au fost înălțimile Marfee care se întindeau în spatele orașului Sedan în partea de sud-est. Pe aceste dealuri se aflau pozițiile fortificate de artilerie care țineau sub control căile de acces către interiorul Franței. Deși atacul Luftwaffe a întârziat cu două ore, intensitatea atacului a fost excepțională. Atacurile aeriene au fost executate de mari unități – Gruppe – și au vizat în principal liniile de maximă rezistență de-a lungul pozițiilor franceze de artilerie. Avioanele germane de vânătoare au periat zona mitraliind liniile de comunicație și fortificațiile pentru ca să împiedice mișcările de trupe și aprovizionarea liniei frontului. De asemenea, avioanele de vânătoare au atacat și posturile de comandă, vizate fiind în special antenele radio. Atacurile au izolat practic pozițiile defensive de pe prima linie a frontului. Sturzkampfgeschwader 77 a fost prima care a atacat în dimineața zilei de 13 mai, bombardierele Ju 87 reușind ca doar în primele cinci ore să execute 500 de misiuni.
Atacurile Luftwaffe au făcut ca moralul soldaților francezi să cedeze. Artileriștii, care formau coloana vertebrală a apărării, își abandonaseră pozițiile în momentul în care a fost declanșat atacul forțelor terestre germane. Luftwaffe a pierdut doar șase avioane, dintre care trei Ju 87.
Divizia a 55-a de infanterie franceză nu era pregătită să facă față unui asemenea atac. Soldații francezi au fost demoralizați de efectul bombardamentelor, în special de sirenele folosite de bombardierele în picaj Ju 87. După război s-a descoperit că nici un buncăr nu a fost distrus de atacurile bombardierelor în picaj. Mai mult chiar, doar 56 de soldați francezi au suferit răni mai mult sau mai puțin grave în timpul bombardamentelor aeriene. De fapt, cele mai grave efecte au fost cele colaterale. Cablurile de telecomunicații au fost distruse în timpul bombardamentelor (dat fiind faptul că cele mai multe nu erau îngropate), ceea ce a dus la paralizarea comunicațiilor diviziilor, efectul psihologic fiind distrugerea capacității de apărare.
Efectul psihologic al bombardamentelor a contribuit la „panica de la Bulson”. Un raport al unui observator de artilerie francez a fost transmis în mod incorect aproximativ la ora 19:00 a zilei de 13 mai. A început să circule în rândurile francezilor un zvon cu privire la înaintarea unei coloane de tancuri spre orașul Bulson. Zvonul s-a răspândit în rândurile Diviziei a 55-a, ai cărei infanteriști și-au părăsit pozițiile. Rapoartele germane afirmă că primele tancuri germane au traversat râul Meuse cu 12 ore mai târziu. În momentul în care francezii și-au dat seama de eroare, cei mai mulți infanteriști și artileriști își abandonaseră deja echipamentul militar greu.

### Divizia I Panzer la Gaulier
Principalul asalt terestru a fost executat de Divizia I Panzer și sprijinită de Regimentul de infanterie Großdeutschland (Infanterie-Regiment Großdeutschland) și Batalionul de geniști de asalt 43 (Sturmpionier-Battalion 43) și aceasta din cauza faptului că divizia de blindate avea în componență doar un regiment de pușcași. Großdeutschland avea să rămână în componența diviziei de tancuri pentru tot restul campaniei și a fost prima unitate care a cucerit Cota 247, înălțimea care domina orașul Gaulier. Infanteriștii germani au descoperit cu surprindere că Luftwaffe nu reușise să distrugă buncărele franceze. Focul armelor ușoare de infanterie ale francezilor a împiedicat traversarea râului la Pont Neuf cu ajutorul bărcilor pneumatice de asalt, așa cum fusese planul. Regimentul german s-a retras și a trimis patrule de recunoaștere. Acestea au descoperit că buncărul 211 era încă activ. Din poziția pe care o ocupa în fața capului de pod, francezii din buncărul 211 împiedicau traversarea în condiții sigure a râului de către germani. Un pluton de tunuri de câmp de 75 mm cu țeavă scurtă a încercat să distrugă buncărul, dar fără succes. Pe poziție a fost adus un tun Flak 88mm multirol cu ajutorul căruia s-a reușit scoaterea din luptă a buncărului. Următoarea tentativă de traversare a râului a fost din nou respinsă de focul de mitralieră dintr-o poziție laterală, care nu fusese detectată până atunci. Doar după ce militarii batalionului al 2-lea au reușit să neutralizeze cuibul de mitralieră, regimentul a reușit să traverseze râul. De-a lungul restului zilei, germanii și-au transferat pe celălalt mal unitățile combatante, care au scos din luptă buncărele franceze unul câte unul. În ciuda rezistenței locale a unor puncte întărite, germanii au reușit ca până la ora 20:00 să cucerească Cota 247, care ocupa o poziție centrală. Regimentul Großdeutschland a declanșat după această oră un atac care avea să îi conducă la 8 km în interiorul teritoriului francez.
La cota 301, Regimentul I de pușcași comandat de colonelul  Hermann Balck a participat la cucerirea poziției până la căderea nopții. Beneficiind de sprijinul a două plutoane de geniști de asalt, germanii au reușit să distrugă buncărele din zonă. Infanteriștii au înaintat cucerind treptat zonele apărate de francezi până când au ajuns în poziția să vadă mișcările Diviziei a II-a Panzer, aflată pe flancul de vest. În timpul atacurilor asupra pozițiilor de la Donchery, blindatele diviziei au suferit pierderi ușoare. Regimentul I de pușcași din Divizia I Panzer a trecut la un moment dat în zona de acțiune a Diviziei a 2-a Panzer pentru distrugerea mai multor buncăre de pe flancul estic. În timpul acestei acțiuni, pușcașii germani au întrerupt circulația pe drumul Donchery-Sedan. Infanteria germană a scos la rândul ei din luptă mai multe cazemate folosind aruncătoarele de flăcări pentru distrugerea acelor cazemate ai căror ocupanți nu s-au predat rapid. Ultimul buncăr a încetat lupta la 22:40 în ziua de 13 mai. În acele momente, elementele celor două două divizii blindate depășiseră mult cursul râului Meuse.

### Divizia a 2-a Panzer la Donchery
Divizia a 2-a Panzer primise cea mai dificilă sarcină. Înaintarea sa prin Ardeni fusese împiedicată de un ambuteiaj de aproape 250 km. Ca urmare, divizia a ajuns târziu la Donchery într-un moment în care diviziile I și X tancuri declanșaseră deja atacurile peste Meuse. Datorită acestei combinații de factori – întârzierea și declanșarea atacului celorlalte divizii de tancuri – defensiva franceză era în alertă. Traversarea zonei din extremitatea vestică a sectorului Sedan pe direcția Donchery a fost o misiune executată în teren neacoperit de aproximativ 38 km. Tancurile germane au fost ținta atacurilor bateriilor tunurilor de 75 mm din cazematele din Donchery și din castelul Bellevue, aflate în estul orașului. Înaintarea tancurilor a fost oprită de focul de artilerie. Tirul majorității celor 174 de piese de artilerie de la Sedan a fost direcționată asupra tancurilor diviziei. Cele mai multe tunuri erau plasate în buncărele din sudul sectorului Meuse-Donchery. O parte dintre tunurile Diviziei a 102-a de infanterie s-au alăturat efortului francez deschizând focul din partea de nord-vest, de la Charleville. Singura posibilitate a germanilor de răspuns la puternicul atac de artilerie a fost folosirea obuzierelor. Divizia a 2-a Panzer nu mai avea disponibile decât 24 de tunuri, de timp ce restul le împrumutase Diviziei I. Mai mult, cele 24 de obuziere au sosit târziu, doar la ora 17:00. Ca lucrurile să fie și mai grave, obuzierele aveau numai câte două proiectile de piesă datorită coșmarului logistic din Ardeni.
Toate încercările germanilor de debarcare pe malul sudic al Meusei au eșuat. Din fericire pentru germani, Divizia I Panzer reușise să traverseze Meuse în centrul frontului. După acest succes, tancurile diviziei au schimbat direcția de atac spre flancul estic al francezilor la Donchery. Tancurile Diviziei I au curățat punctele de rezistență de pe malul râului. Geniștii de asalt ai acestei divizii au reușit neutralizarea tunurilor de la castelul Bellevue și au atacat buncărele franceze plasate de-a lungul râului din spate. Prin aceste atacuri reușite, tirul artileriei franceze asupra flancului estic al Diviziei a 2-a Panzer a fost oprit. După eliminarea artileriei care amenința flancul drept, unitățile Diviziei a 2-a Panzer de pe flancul stâng au traversat râul și au pătruns în pozițiile defensive franceze din fața Donchery la 20:00. Tirurile puternice ale francezilor din forturile din fața Donchery de pe malul sudic al Meusei au continuat. În jurul orei 22:20, germanii au traversat râul cu barjele în plin întuneric aducând întăriri capului de pod cucerit de tanchiști în regiune.

### Divizia a 10-a Panzer la Wadelincourt
Procedând la fel cu Divizia a 2-a, Divizia a 10-a Panzer își detașase artileria grea în sprijinul vecinilor. Divizia a mai rămas cu doar 24 obuziere ușoare de 105 mm. În plus, obuzierele duceau lipsă de muniție. Luftwaffe nu a ajutat atacul Diviziei a 10-a, principalele atacuri ale aviației germane fiind date în zona de lupte a Diviziei I, în sectorul central. Din acest motiv, artileria și pozițiile de mitraliere franceze puteau lupta la capacitate maximă. În plus, francezii aduseseră de curând în zonă Divizia a 71-a de infanterie și Corpul al X-lea în zona Rémilly, reușind să încetinească mult înaintarea germană. Atacul tancurilor germane a trebuit să fie executat de-a lungul râului trecând printr-o porțiune de 600 – 800 m de teren descoperit.
Lângă orașul Bazeilles, geniștii și infanteria de asalt s-au concentrat pentru pregătirea traversării râului Meuse cu bărcile, dar barajul artileriei franceze a distrus 81 dintre cele 96 de bărci gonflabile.. Planul atacului prevedea un asalt cu două regimente de infanterie (69 și 89), dar pierderea unui număr atât de mare de bărci a însemnat că doar Regimentul 89 mai putea încerca traversarea râului. Regimentul 86 a fost păstrat în rezervă, urmând să urmeze primului regiment ca întăriri.
Asaltul Diviziei a 10-a Panzer a fost respins pe frontul de pe Meuse. Singurul succes a fost acela a unui grup mic de 11 soldați (cinci geniști și șase infanteriști) din Compania a 2-a a Panzerpionier-Batailion 49 (Batalionul al 49-lea de geniști Panzer). Fără să aibă sprijinul camarazilor și acționând pe cont propriu, această mică unitate comandată de sergentul major Walter Rubarth a distrus șapte buncăre. Subunitățile din Batalionul I al Regimentului de pușcași al 86-lea au traversat râul la 21:00 și au luat cu asalt restul buncărelor de la Cota 246, unde se aflau principalele poziții defensive franceze. La sfârșitul zilei, securitatea capului de pod fusese asigurată și toate obiectivele propuse fuseseră îndeplinite.

### Loviturile aeriene aliate

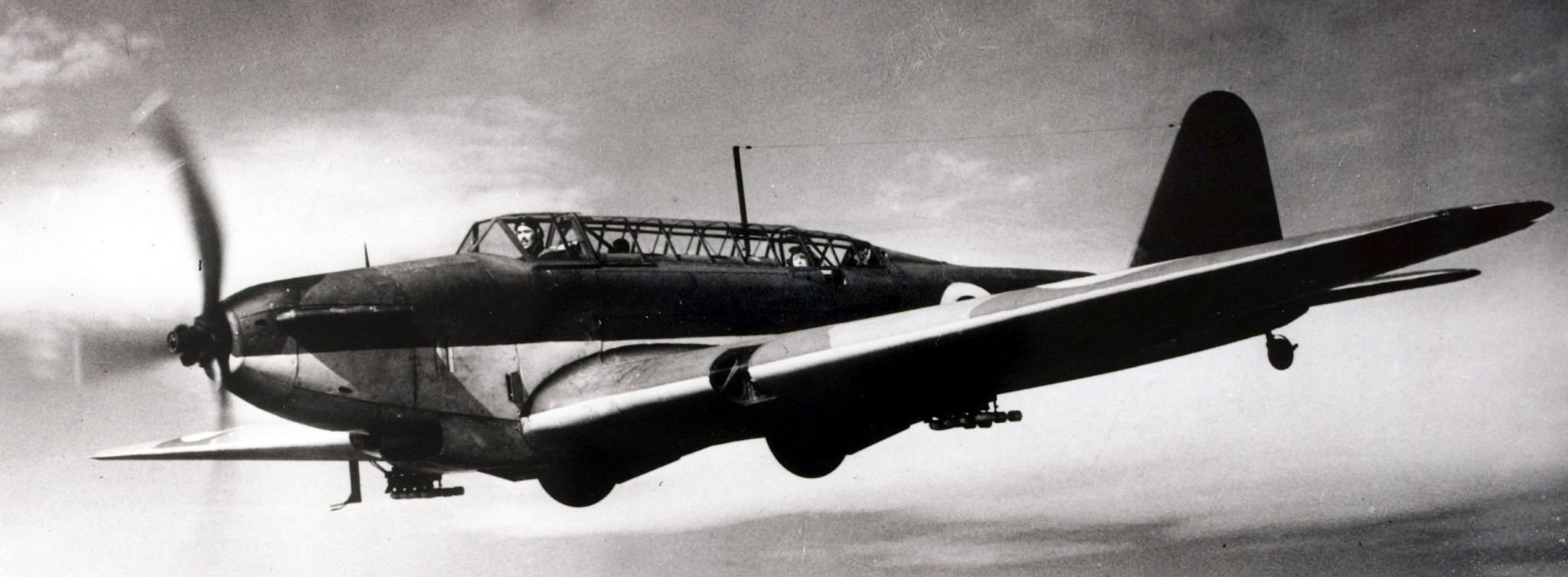
RAF a suferit pierderi grele a avioanelor din flota de bombardiere ușoare Fairey Battle care a atacat capetele de pod

În sectorul central de la Gaulier, germanii au început amplasarea de tunuri ușoare antitanc 3.7 cm Pak 36 pentru ca să asigure sprijinirea acțiunilor infanteriei. La ora 01:00 a zilei de 14 mai, a fost construit un pod din pontoane. Acest pod a fost folosit pentru transportarea pe celălalt mal a mașinilor blindate. Rapoartele franceze vorbesc despre debarcarea unor unități de blindate. Aceste rapoarte sunt greșite, primele tancuri traversând doar după ora 07:20 a zilei de 14 mai. Primele vehicule care au traversat podul din pontoane au fost mașinile blindate și camioanele de transport, nu tancurile.
Cucerirea Sedanului și lărgirea capetelor de pod i-a alarmat pe francezi care au planificat executarea unor atacuri ample împotriva capetelor de pod, pentru izolarea celor trei divizii blindate germane. Generalul Gaston-Henri Billotte, comandantul Grupului I de Armate franceză, al cărei flanc drept începea de la Sedan, a cerut ca sus-numitele capete de pod să fie distruse de bombardiere. El a afirmat că „peste ele va traversa ori victoria, ori înfrângerea!” Generalul Marcel Têtu, comandantul Forței tactice aeriene aliate a ordonat: „Concentrați totul la Sedan. Prioritatea dintre Sedan și Houx este de 1.000.000 la 1".
Escadrilele 103 și 150 ale RAF Advanced Air Striking Force (AASF) au efectuat 10 misiuni împotriva obiectivelor germane în primele ore ale dimineții. RAF a pierdut în acea dimineață un singur avion, în timpul unei aterizări forțate. De la 15:00–16:00, 71 de bombardiere RAF și avioanele de escortă au decolat pentru o nouă serie de misiuni. În timpul atacului, escorta aliată a fost copleșită din punct de vedere numeric de avioanele germane de vânătoare într-o proporție de 3:1. Dintre cele 71 de bombardiere, aliații au pierdut 40–44 de avioane, adică o rată a pierderilor foarte ridicată, de 56–62% AASF a mai pierdut și cinci avioane de escortă Hawker Hurricane. AASF a efectuat în total 81 de misiuni și a pierdut 52% din efectivele sale. Rezultatele bombardamentelor au fost slabe, trei poduri fiind avariate și unul grav avariat sau distrus.
Forțele aeriene franceze comandate de Marcel Têtu, așa-numitele Forces Aeriennes de Cooperation du Front Nord-Est, FACNE) a sprijinit foarte puțin eforturile RAF în ciuda completărilor cu efective din rezervă de care a beneficiat. FACNE a efectuat doar o misiune pe zi, inclusiv misiuni de apărare strategică. Unul dintre motivele acestui comportament au fost pierderile grele suferite de bombardierele franceze în cele două zile de mai înainte. În timpul luptelor de la Maastricht din Țările de Jos, Groupement de Bombardement (GB) a pierdut numeroase avioane. GB I/12 și GB II/12 mai avea doar 13 bombardiere LeO 451s. Groupement de Bombardement d'Assaut 18 (GBA 18) mai avea doar 12 din cele 25 de bombardiere Breguet 693 cu care începuse campania. GB I/34 și GB II/34 mai aveau în dotare doar 8 bombardiere dintre cele 22 Amiot 143 inițiale, I/38 7 din 12 și II/38 6 din 11. Toate aceste trei grupuri au fost trimise la Sedan pe 14 mai. Escorta a fost asigurată de Groupement de Chasse (GC, Grupul de vânătoare). În timpul misiunilor, francezii au pierdut cinci bombardiere, două dintre ele fiind doborâte de focul antiaerienei inamice. După această dată, bombardierele franceze nu au mai acționat în zona Sedanului. Lupta aeriană a fost continuată de echipajele RAF din AASF.
Bombardierele aliate au acționat în majoritatea cazurilor cu o protecție insuficientă din partea aviației de vânătoare. Aviația de vânătoare a efectuat doar 93 de misiuni (dintre care 60 efectuate de francezi). Francezii au pierdut 21 de avioane de vânătoare în timpul operațiunilor de escortă. Apărarea aeriană germană a fost îmbunătățită prin venirea în zonă a Grupurilor de vânătoare 26 și 27 (Jagdgeschwader). Dintre grupurile de vânătoare germane s-a remarcat Jagdgeschwader 53, care a reușit să obțină cea mai mare rată a victoriilor aeriene, atât împotriva AASF cât și împotriva bombardierelor franceze, care au încercat să preia sarcina britanicilor după eșecul acestora din urmă. Atacurile aliaților au eșuat deoarece s-au desfășurat fără o coordonare corespunzătoare. În afară de aviația de vânătoare, germanii au folosit la respingerea atacurilor aeriene aliate și o puternică concentrare a artileriei antiaeriene (Flak). Batalioanele 1 și 2 Flak ale ale Diviziei a X-a Panzer numărau 303 piese de artilerie. Aceste forțe făceau parte din Regimentul 102 Flak, care era dotat cu tunuri de 88 și 37 mm și tunuri cu tragere rapidă de 20 mm. Apărarea antiaeriană germană a fost atât de puternică încât bombardierele aliate nu au reușit să se concentreze asupra zonelor de deasupra țintelor, pe care piloții aliați le-au numit „iadul de-a lungul Meusei”. Pe 14 mai, aliații au efectuat 250 de misiuni. Francezii au pierdut 30 de avioane (conform altor surse doar 21), iar RAF 20 de avioane de vânătoare. Alte 65 de aparate de zbor au fost grav avariate. Dintre cele 109 bombardiere RAF deplasate în Franța, au fost doborâte 47. Aliații au pierdut 167 de avioane deasupra unei singure ținte. Bruno Loerzer a numit mai târziu ziua de 14 mai „ziua avionului de vânătoare”.
Generalii germani, în special Guderian, au recunoscut că Luftwaffe au împiedicat bombardierele aliate să distrugă podurile esențiale pentru aprovizionarea trupelor. La căderea nopții, cel puțin 600 de tancuri (inclusiv cele ale Diviziei a II-a Panzer, care a folosit podul de la Gaulier al Diviziei I, deoarece propriul pod nu fusese încă construit) traversaseră râul Meuse. Cucerirea superiorității aeriene de către Luftwaffe a fost factorul decisiv al victoriei germane.

## Contraofensiva franceză
Charles Huntziger, comandantul Armatei a II-a, nu era foarte îngrijorat de pierderea Sedanului sau de prăbușirea defensivei franceze în fața atacurilor aeriene germane. El considera că forțele de rezervă, în special Corpul al X-lea, vor reuși să restabilească situația de pe front. Forțele de care dispuneau comandanții francezi în regiune erau formidabile. Decizia lui Guderian să atace spre nord-vest a lăsat Divizia a X-a Panzer singura forță germană care mai apăra capetele de pod. Împotriva acestei divizii, francezii puteau mobiliza Corpul XXI (Divizia a 3-a blindată, Divizia a 3-a de infanterie motorizată, Divizia a 5-a de cavalerie ușoară și Brigada I de cavalerie). Un al doilea mare grup era format din Divizia a 2-a de cavalerie ușoară și Divizia a 3-a de tancuri, întărea Corpul XXI. Corpul X putea să se alăture atacului aliat cu două batalioane de recunoaștere, elemente ale Diviziei a 71-a de infanterie, cu Divizia a 205-a de infanterie și un batalion de tancuri. Francezii puteau mobiliza peste 300 de tancuri, dintre care 138 tancuri grele.
Tancurile franceze erau înarmate cu tunuri mai puternice și cu blindaje mai bune decât cele germane. Panzer IV avea un blindaj de 30 mm în vreme ce tancul francez Hotchkiss avea un blindaj de 45 mm, iar Char B1 unul de 60 mm. Tunurile blindatelor franceze de 47, respectiv 75 mm, erau superioare celor germane. În cazul unei lupte în câmp deschis, tancurile lui Guderian nu aveau șanse de victorie în fața celor aliate. Guderian comanda o forță blindată formată în principal din Panzer I și II. Divizia sa avea în dotare doar 30 de tancuri grele Panzer IV. Cu toate acestea, tancurile franceze erau caracterizate de o anduranță scăzută. Ele aveau nevoie realimentare la fiecare două ore de funcționare, aveau o viteză redusă de deplasare și nu erau cu toate dotate cu stații radio de emisie-recepție
.

### Șansa pierdută
Pe 14 mai, generalul Lafontaine a mutat punctul de comandă a Diviziei a 55-a de infanterie de Dealurile Marfee la Bulson, la 10–11 km sud de Sedan. Francezii se pregătiseră pentru o eventuală spargere a frontului de către germani la Sedan și plasaseră Corpul al X-lea în poziții pentru contraatac. Corpul ocupa poziții la la Bulson pe axa Chéhéry–Bulson–Haraucourt și trebuia să contaatace capetele de pod de pe Meuse. Terenul era unul împădurit și Charles Huntziger, Comandantul Armatei a 2-a, a considerat că trupele pe care le-a lăsat pe poziții pot apăra regiunea Bulson, iar germanii nu vor fi capabili să exploateze victoria tactică de la Sedan de pe 14 mai.
Germanii au înregistrat o întârziere de șapte ore a programului de traversare a tancurilor peste podurile râului Meuse de la 01:20-07:30, ceea ce ar fi putut avea un efect dezastruos pentru ei. Francezii inițiaseră deja planuri pentru contraatacuri cu blindatele împotriva capetelor de pod germane în timpul nopții, dar întârzierile în programul de concentrare a forțelor și amânările succesive, agravate de retragerea panicată a infanteriștilor și artileriștilor care își părăsiseră pozițiile (ca în cazul „panicii de la Bulson”), au făcut ca asaltul să fie declanșat doar în dimineața zilei de 14 mai. Comandantul artileriei Corpului al X-lea, colonelul Poncelet, a încercat inițial să își păstreze unitățile pe amplasamentele inițiale, dar a acceptat fără tragere de inimă să dea ordinul de retragere. Decizia lui a dus la abandonarea de către batalioanele de artilerie a numeroase tunuri grele și a dus la retragerea în debandadă a Diviziei a 55-a de infanterie („panica de la Bulson”) și la dezorganizarea parțială a Diviziei a 71-a de infanterie. Poncelet a fost atât de puternic afectat de rezultatele dezastroase ale deciziei sale, încât s-a sinucis câteva zile mai târziu.
În zilele de 13 și 14 mai, pozițiile germanilor erau încă vulnerabile. Un atac viguros în aceste zile ale unităților blindate franceze l-ar fi împiedicat pe Guderian să părăsească capetele de pod de pe Meuse și ar fi modificat cel mai probabil cursul campaniei. Comandanții francezi, plasați în punctele de comandă aflate mult în spatele frontului, tributari ai doctrinei războiului metodologic și în plus profund șocați de violența atacului, au fost lipsiți de imaginea reală a situației dinamice de pe câmpul de luptă. Când comandanții primeau informațiile de pe linia frontului, ele erau deja depășite de evoluția luptelor. Aceste întârzieri aveau să se dovedească dezastruoase.

### Deplasarea spre Bulson
Deplasarea spre Bulson a început la ora 16:00 pe 13 mai. La 07:30 pe 14 mai, tancurile franceze au înaintat spre înălțimile de la Bulson pentru ca să ocupe zonele înalte părăsite de infanteriștii Diviziei a 55-a cu o zi mai devreme. Principalul obiectiv al tanchiștilor era distrugerea capetelor de pod germane. Dacă un atac împotriva capetelor de pod ar fi avut sorți de izbândă pe 13 mai, această misiune avea să se dovedească imposibilă o zi mai târziu.
Atacul Corpului al X-lea presupunea o lovitură pe cele două flancuri efectuate de câte un regiment de infanterie și un batalion de tancuri. Forțele care trebuiau să acționeze pe flancul drept au ajuns pe poziții cu întârziere, astfel că cele de pe flancul stâng au mers pe direcția nordică. Planificatorii francezi consideraseră că deplasarea unităților pentru atac urma să se facă într-un interval de 110 – 120 de minute. În realitate, francezii au avut nevoie de 17 ore de la emiterea ordinului original ca să ajungă la Bulson. Când tancurile franceze au ajuns în apropierea înălțimilor Bulson, au aflat că germanii ocupaseră deja pozițiile mai favorabile.
Lafontaine a amânat timp de 24 de ore, începând cu după amiaza zilei de 13 mai, luarea unei decizii. El a pierdut mai multe ore cu misiuni de recunoaștere a terenului și a călătorit în zonă pe la diferite puncte de comandă ale regimentelor în căutarea comandantului său de Corp de armată, generalul Gransard, ca să primească ordinul de atac. Datorită acestor întârzieri, Lafontaine a amânat de asemenea emiterea ordinelor de atac pentru unitățile tactice până la ora 05:00 a zilei de 14 mai, oră la care germanii își consolidaseră pozițiile defensive, iar unitățile de infanterie ale diviziilor de tancuri înaintau viguros în regiunea Bulson. Lafontaine avusese misiunea să atace și să recucerească capetele de pod peste Meuse la ora 20:00 pe 13 mai. Obligația lui Lafontaine să atace doar după primirea ordinului necesare era diferită de modul de coordonare tactică mai eficient al germanilor (Auftragstaktik, misiune tactică), cărora comandanții le lăsau o mare libertate de acțiune în atingerea obiectivelor. Lafontaine a pierdut ore care aveau să fie decisive pentru succesul misiunii.
Francezii au avut posibilitatea să îi respingă pe germani înapoi pe pozițiile de plecare, dar au irosit această șansă datorită proastei coordonări a statelor majore. Militarii Diviziei I Panzer se străduiseră să înainteze cât mai rapid cu putință, iar în timpul deplasării se creaseră blocaje de trafic la ieșirile din Gaulier și Sedan. În plus, soldații germani erau epuizați după ce fuseseră în plină acțiune timp de cinci zile. Un contraatac rapid efectuat de doar două regimente de infanterie și două batalioane de tancuri ar fi putut să transforme înaintarea germană într-un eșec. Chiar dacă germanii ar fi rezistat atacului inițial, dar francezii ar fi reușit să păstreze controlul asupra înălțimilor Bulson, formațiunile Armatei a 2-a franceză ar fi putut să folosească aceste poziții pentru declanșarea unui nou contraatac. În sprijinul acestui posibil atac venea Divizia a 3-a blindată franceză comandată de generalul Jean-Adolphe-Louis-Robert Flavigny, care era în deplasare de pe Linia Maginot spre nord.
Doctrina militară franceză considera că este obligatorie deplasarea tancurilor (în acest caz model FCM 36), doar însoțite de infanterie. Viteza de deplasare a modelului FCM 36 fusese proiectată doar pentru 24 km/oră pentru a permite deplasarea simultană a infanteriei. Tancurile au avut nevoie de 75 de minute ca să traverseze ultimii 2 km ai drumului spre pozițiile de pe înălțimi. Elementele avansate ale Diviziilor blindate germane atinseseră înălțimile Bulson cu câteva minute mai devreme, după ce se deplasaseră 9 km cu o viteză superioară inamicilor. Primele ciocniri dintre blindate au dat câștig de cauză francezilor. În loc să asigure traversarea prioritară a tancurilor grele Panzer III și Panzer IV, germanii permiseseră traversarea Meusei în principal a tancurilor ușoare Panzer I și Panzer II.

### Bătălia de la Bulson

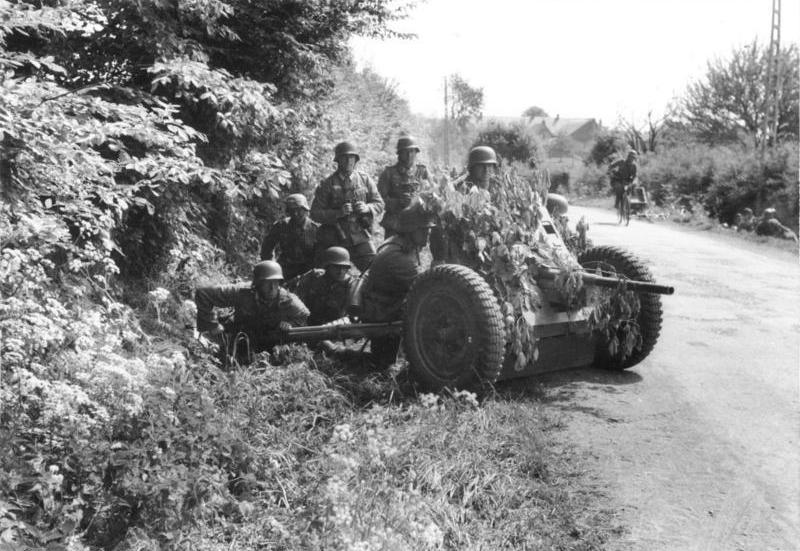
Baterie antitanc PaK 36 în acțiune în 1940. Aceste tunuri s-au dovedit ineficiente împotriva tancurilor grele franceze

Ciocnirile inițiale au avut loc la Hannut în timpul Bătăliei Belgiei. Rezultatele au fost aproape identice. În flancul sudic al Bulsonului, comandantul Diviziei I Panzer, generalul Friedrich Kirchner, a suferit o serie de înfrângeri tactice. Tunurile antitanc  3.7 cm PaK 36 s-au dovedit ineficiente în fața puternicelor blindaje ale tancurilor franceze. În confruntările directe, tancurile franceze, cu blindaje și tunuri superioare, au câștigat luptele cu tancurile germane. Tancurile germane au fost scoase din luptă într-un ritm rapid. Germanii trebuiau să îi împiedice să cucerească zonele înalte din fața orașului Bulson. Kirchner a fost obligat să își trimită tancurile în luptă în grupuri mici, o tactică care contravenea tacticii lui Guderian, dar se pare că această opțiune a fost singura care asigura supraviețuirea în luptă a unui număr mult mai mare de blindate. În ciuda inferiorității blindajelor și armamentului din dotare, tancurile germane au fost mai mobile, schimbându-și locurile de concentrare pentru apărare sau atac cu ajutorul echipamentului de emisie recepție radio. Viteza de deplasare superioară a Panzerelor le-a permis de asemenea tanchiștilor germani să depășească tancurile franceze, superioare ca putere de luptă. De multe ori, tancurile Panzer III și IV au reușit să depășească coloanele de tancuri franceze, să pătrundă în spatele lor, de unde să le distrugă. În timpul luptelor, germanii au remarcat punctul slab al tancurilor franceze, zona dintre corpul blindat și turelă, care era vulnerabilă în mod special la focul antitanc.
Artileria franceză era concentrată în poziții camuflate în regiunea împădurită și avea o putere de foc care putea distruge orice tanc. O companie de tancuri germane a fost anihilată de artileria franceză, doar un singur blindat reușind să se mai retragă pe poziții sigure. Acest tanc s-a adăpostit în spatele dealurilor și s-a mișcat neîncetat, pentru ca să lase impresia că în zonă se află mai multe blindate. După succesul de la Gaulier de lângă Sedan, compania a II-a Panzer a fost îndreptată în grabă spre zona în care înaintau blindatele franceze, pentru ca să identifice coloanele aliate în mișcare și să le întârzie înaintarea. Regimentul de infanterie Großdeutschland a schimbat balanța victoriei în favoarea germanilor. Großdeutschland a eliminat liniile antitanc și infanteria franceză din tranșee.
Pe flancul stâng al dealurilor Bulson, germanii au trebuit să facă față atacurilor a 13 tancuri și a infanteriei de sprijin întâlnite lângă Chéhéry. Înaintarea germană urmărea să atace la Connage spre sudul orașului Chéhéry, pentru ocolirea liniilor franceze. Kirchner a reacționat rapid, ordonând să fie trimise la Connage două plutoane antitanc. Bateriile antitanc dotate cu tunuri de 37 mm au încercat să oprească blindatele franceze, care au ocolit poziția de la Connage, deplasându-se mai apoi spre vest. În același timp, infanteria franceză a înaintat din sud-est spre flancul drept german. Atacul infanteriei franceze a fost respins cu ajutorul batalioanelor de geniști de asalt și a tancurilor din Regimentul al II-lea Panzer la 5 km sud-vest de Bulson.
La 10:45, Lafontaine a ordonat o retragere, iar germanilor le-a ajuns în sfârșit în zonă artileria grea a Regimentului Großdeutschland. Tunurile de 88 mm și tancurile grele Panzer III și IV au ajuns în cele din urmă în regiunea confruntărilor armate. Până în acel moment, Batalionul al 7-lea de tancuri francez fusese deja distrus, iar Regimentul al 213-lea de infanterie francez suferise pierderi grele. Francezilor le mai rămăseseră doar 10 tancuri funcționale din cele 40 inițiale. În cele două încleștări la care luase parte, Batalionul al 7-lea de tancuri pierduse 10 din cele 13 tancuri din dotare. Întârzierile în acțiune de pe flancul drept au făcut ca Regimentul al 205-lea de infanterie și Batalionul al 4-lea de tancuri să nu ajungă în pozițiile de plecare decât la 10:45, într-un moment în care luptele de pe flancul stâng fuseseră deja pierdute de francezi, iar o acțiune pe flancul drept nu mai avea sens. Divizia I Panzer a defilat victorioasă prin Chemery la 12:00, dar marșul lor a fost întrerupt când avioanele Luftwaffe au bombardat din greșeală piața orașului, provocând mai multe pierderi tanchiștilor.

### Bătălia de la Stonne
Înaltul Comandament German nu a dorit să fructifice victoria de la Sedan și Bulson până când diviziile de infanterie nu ar fi ajuns din urmă tancurile. Pentru Guderian, o asemenea abordare era greșită, pentru că i-ar fi permis inamicului să își revină și să își reorganizeze unitățile de blindate, încă suficient de puternice. Guderian a hotărât să forțeze înaintarea spre Canalul Mânecii, în ciuda faptului că astfel ignora ordinele superiorilor și chiar mai mult, ale lui Hitler însuși. Guderian a ordonat Diviziei a 10-a Panzer și Regimentului de infanterie Großdeutschland să apere capetele de pod de la Sedan, în vreme ce diviziile de tancuri 1 și 3 trebuiau să atace spre nord-vest, spre Canalul Mânecii. Motivul principal al lui Guderian era acela că blindatele germane puteau avansa printr-o „ușă deschisă” spre interiorul teritoriului francez total neapărat.
Capetele de pod de la Sedan nu erau complet sigure. Forțe franceze importante se concentrau la sud. Guderian a hotărât că este mai potrivită organizarea unei defensive agresive, dată fiind lipsa armamentului antitanc corespunzător. Prin urmare, cea mai bună opțiune ar fi fost atacul, nu apărarea. Înaintarea Diviziilor 1 și 2 Panzer au sprijinit direct acțiunile sale defensive. Blindatele germane au atacat elementele dezorganizate ale Corpului al X-lea francez de lângă Chemery. Prin acest atac, orice amenințare a flancului vestic german fusese înlăturată definitiv.
Una dintre operațiunile planului original al lui Guderian propunea executarea unei manevre de diversiune spre sud și în spatele Liniei Maginot pentru mascarea principalului atac spre Canalul Mânecii. Generalul Franz Halder a scos această manevră din planul oficial (Fall Gelb), dar Guderian nu a ținut seama de aceasta și a ordonat Diviziei a 10-a Panzer și Regimentului de infanterie Großdeutschland să atace prin platoul Stonne. În regiunea acestui oraș fără importanță strategică s-a desfășurat o bătălie de două zile, în cursul căreia germanii au venit în contact pentru prima oară cu tancul greu francez Char B1-Bis. Acest model de tanc și-a dovedit superioritatea de necontestat pe câmpul de luptă. Tancul comandat de Pierre Billotte a fost invulnerabil la loviturile antitanc germane, continuând lupta după ce a fost lovit de 140 de ori. În același timp, echipajul comandat de Billoette a distrus 13 blindate germane – 2 PzKpfw IV și 11 PzKpfw III – și mai multe tunuri antitanc. Motivul pentru care francezii concentraseră unitățile de blindate dotate cu tancuri grele a fost organizarea unui nou atac împotriva capetelor de pod de la Sedan. Bătălia de la Stonne s-a desfășurat între 15 și 17 mai, timp în care orașul a fost cucerit, pierdut și recucerit de 17 ori. Faptul că francezii nu au reușit să păstreze controlul asupra orașului a echivalat cu eșecul operațiunii de eliminare a capetelor de pod germane de la Sedan.
Ofensiva franceză de la Stonne avea o importanță capitală. Orașul era o bază de acțiune situată pe dealurile care dominau regiunea joasă a Sedanului. Francezii ar fi putut folosi orașul ca o bază a atacurilor pe termen lung împotriva Sedanului. Luptele de la Stonne au început pe 15 mai. Francezii au mobilizat în această zonă 3 companii de tancuri și două de infanterie. Deplasarea infanteriei a fost făcută cu viteză redusă, ceea ce a făcut ca blindatele să le depășească în scurtă vreme. Lipsite de sprijinul infanteriei, tancurile franceze au atacat dar au fost respinse. În momentul atacului francez, germanii aveau la Stonne doar un batalion al regimentului Großdeutschland sprijinit de doar nouă tunuri antitanc. Atunci când francezii au luat cu asalt pozițiile defensive germane, au întâmpinat o rezistență puternică. Atunci când germanii au reușit să distrugă trei tancuri Char B1, echipajele franceze au intrat în panică și s-au retras spre sud. Această victorie tactică le-a ridicat moralul germanilor, încurajându-i să continue lupta pentru apărarea propriilor poziții. Orașul avea să fie cucerit de mai multe ori în decursul celor 48 de ore care au urmat. Odată cu sosirea întăririlor din cadrul Diviziei a 10-a blindate, germanii au reușit să recucerească definitiv orașul pe 17, la ora 17:45 mai pentru a patra oară în decurs de nouă ore.

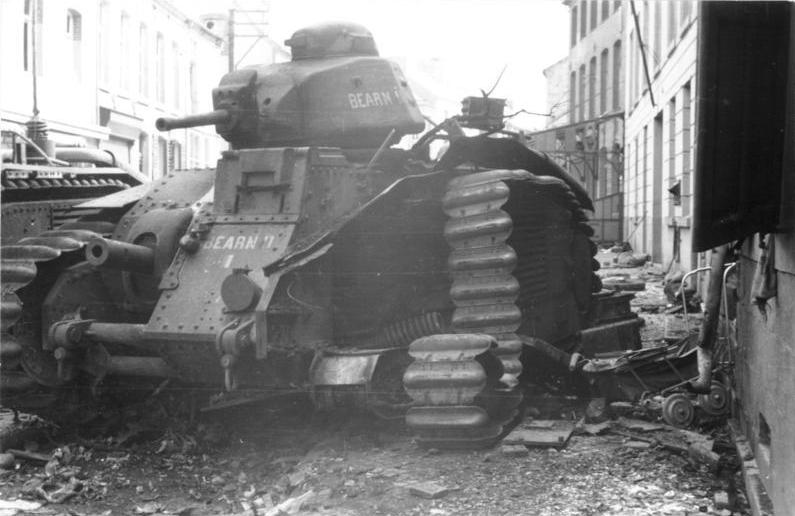
Tanc francez Char B1 bis distrus

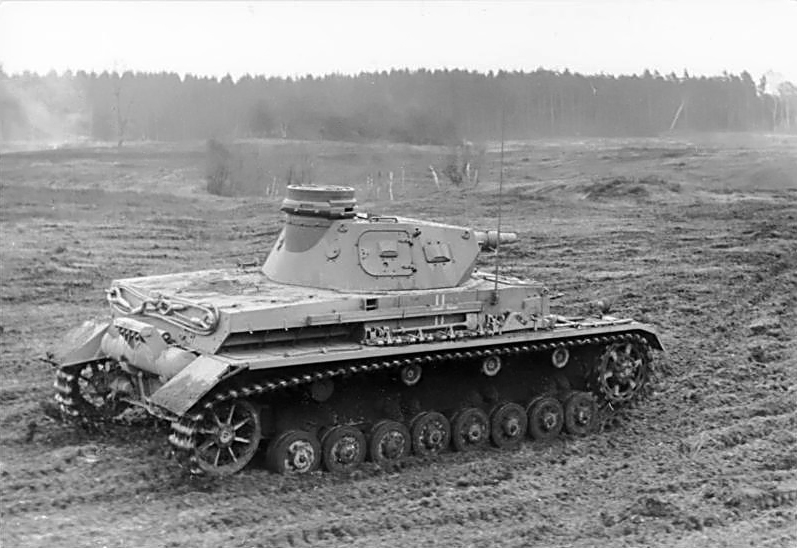
Un tanc german PzKpfw IV Ausf. D

## Urmări
Înfrângerea suferită de francezi la Sedan a lăsat forțele aliate din Belgia cu apărarea flancului mult slăbită. Atacul german, în mod special străpungerea de la Sedan și penetrarea în adâncime de pe capetele de pod stabilite aici, a fost atât de rapid, încât a fost executat aproape fără nicio rezistență din partea francezilor. Mulți soldați francezi au fost într-o asemenea stare de șoc, încât au fost luați prizonieri înainte ca să deschidă focul. Această situație ilustrează diferențele dintre calitatea pregătirii trupelor din cele două tabere. Cele două batalioane de geniști de asalt de sub comanda lui Korthals au înregistrat cele mai importante succese. Prin eliminarea buncărelor din sectorul Bellevue, geniștii au deschis drumul pentru Diviziile I și a II-a Panzer. Reușita geniștilor a fost obținută fără ca ei să piardă un singur om.
În rândul istoricilor militari există un consens general cu privire la faptul bătălia de la Sedan a pecetluit soarta Belgiei și Franței. Pe 14 mai, forțele aliate au fost prinse pe picior greșit și, datorită eșecurilor în poziționarea și deplasarea forțelor, au fost înfrânte în cele din urmă în această campanie. Înaintarea spre Canalul Mânecii avea să prindă în încercuire aproximativ 1.700.000 de soldați aliați. Mai mult, forțele aliate au fost expulzate pentru următorii ani din Europa Occidentală.
Din fericire pentru Aliați, grosul Corpului Expediționar Britanic a putut fi evacuat prin portul Dunkerque în timpul așa-numitei Operațiuni „Dynamo”. Germanii aveau să fie învingători în Bătălia de la Dunkerque, aliații fiind obligați să părăsească pe continent o mare cantitate de echipament, dar au eșuat, în circumstanțe controversate, să distrugă forțele britanice prinse în încercuire. Încercuirea a distrus cele mai bune forțe ale francezilor, iar germanii au reușit să ia 40.000 de prizonieri. Aliații au reușit însă să evacueze 139.732 de soldați britanici și 139.037 francezi. Unii dintre soldații francezi s-au reîntors pe continent și au participat la luptele din iunie 1940, capitulând împreună cu restul forțelor armate franceze pe 25 iunie 1940.